# Hugonia brewerioides
Hugonia brewerioides är en linväxtart som beskrevs av John Gilbert Baker. Hugonia brewerioides ingår i släktet Hugonia och familjen linväxter. Inga underarter finns listade i Catalogue of Life.